# تلة وشطاحة
تلة وشطاحةهي قرية لبنانية من قرى قضاء عكار في محافظة الشمال.